# Rob Van Dam
Robert Alex "Rob" Szatkowski (sinh ngày 18 tháng 12 năm 1970) là một đô vật chuyên nghiệp người Mỹ, được nhiều người biết đến với tên trên võ đài là Rob Van Dam hay RVD. Anh được biết tới với quãng thời gian thi đấu cho World Wrestling Entertainment (WWE) và Extreme Championship Wrestling (ECW).

## Thời trẻ
Van Dam xuất hiện lần đầu trên truyền hình WWF vào năm 1987 trong một cuộc nói chuyện với "Million Dollar Man" Ted DiBiase. Lúc đó,Ted DiBiase đã thực hiện một hành vi xấu là mua chuộc các khán giả và cho RVD 100 đô để anh hôn chân ông.

## Sự nghiệp đấu vật chuyên nghiệp
Những năm đầu (1990-1995)
Szatkowski sau khi được đào tạo từ The Sheik đã có trận đấu đầu tiên của mình chống lại Danto Nguyen tại Toledo,Ohio. Tên Rob Van Dam được trao cho Szatkowski vào năm 1991 bởi Ron Slinker,một nhà tài trợ ở Florida. Anh đã đấu vật ở nhiều nơi khắp Michigan,bao gồm cà United States Wrestling Assosiation(USWA) và South Atlantic Pro Wrestling(SAPW). Trong SAPW,anh đã giành được danh hiệu đầu tiên của mình là chức vô địch SAPW Tag Team Championship cùng Chaz Rocco tháng 7/1992. Anh ký hợp đồng với World Championship Wrestling cuối 1992 và được trao cho cái tên Robbie V từ Ron Slinker khi "Cowboy" Bill Watts không thích cái tên Rob Van Dam. Khi anh ở WCW, hầu hết không được giới báo chí chú ý. Anh cũng tham gia các giải đấu khắp nước Mĩ, và trong All Japan Pro Wrestling,nơi Szatkowski đã từng thách thức đai vô địch AJPW World Junior Heavyweight Championship nhiều lần trước đây.
Extreme Championship Wrestling (1996-2001)
1/1996,Szatkowski đã ký hợp đồng với ông bầu Paul Heyman đến từ Philadelphia theo lời giới thiệu từ Extreme Championship Wrestling và đã đánh bại Axl Rotten trong trận đấu đầu tiên của mình tại House Party. Anh đã trở thành một đô vật chơi công bằng(ở phe Face) do thái độ thoải mái và tính công bằng của mình. Ngày 30 tháng 3,anh phải đối mặt với 2 Cold Scorpio trong trận đấu tranh đai vô địch ECW Television Championship. Trận đấu kết thúc với kết quả hòa và 2 Cold Scorpio vẫn giữ được đai vô địch.
Szatkowski đã đạt được sự chú ý khi có một loạt các trận đấu trong một thời gian dài với Sabu,bắt đầu là một trận đấu ở Hostile City Showdown,chiến thắng thuộc về Sabu. Sau trận đấu,Szatkowski đã không tôn trọng đối thủ của anh nên dẫn đến một trận đấu lại tại A Matter Of Respact,kết quả Szatkowski thắng. Theo luẩt của trận đấu,Sabu phải bắt tay với Szatkowski,nhưng một lần nữa,Szatkowski lại bỏ qua. Thay vào đó,Szatkowski lại quay đầu sang bên Heel dưới sự quản lý của Bill Aflonso. Tại Hardcore Heaven,Szatkowski một lần nữa đối mặt với Sabu trong trận đấu chứng minh ai là người tốt hơn,Sabu thắng trận. Họ lại gặp nhau một lần nữa tại Doctor Is In,trong trận Stretcher Match. Szatkowski thua trận khi tung đòn đá xoay nhưng trượt và đập vào một rào chắn,sau đó rơi vào cáng và bị Sabu đẩy ra ngoài.
World Wrestling Federation/Entertainment (2001-2007)
Vài tháng sau khi rời ECW,Szatkowski(Rob Van Dam) ký một hợp đồng ngắn hạn với World Wrestling Federation. Mặc dù ở phe Heel nhưng Van Dam vẫn được phổ biến ở WWF,với những fan đã biết danh tiếng của anh tại ECW. Sau khi đánh bại Jeff Hardy cho danh hiệu WWF Hardcore Championship, Van Dam đã trở thành một thành viên của The Alliance và thách thức với cả người lãnh đạo Alliance là "Stone Cold" Steve Austin danh hiệu WWF Championship cho trận Triple Threat Match tại No Mercy. Van Dam để mất danh hiệu Hardcore Champion cho Jeff Hady ngày 13/8 tại Raw. Nhưng anh đã giành lại được tại SummerSlam.
ECW phục hồi (2005-2007)
Van Dam đã xuất hiện trong ppv ECW One Night Stand cùng ông bầu Aflonso. Khi anh đang phát biểu thì bị Rhyno tấn công,nhưng anh đã được cứu bởi Sabu. Mặc cho chấn thương của mình,anh vẫn tham gia trận đấu và cho Rhyno một ghế vào đầu. Sau đó anh được giới thiệu tại Raw bởi Carlito-người đã xúc phạm anh và tấn công vào đầu gối anh. Sau 6 tháng,Van Dam trở lại tại Royal Rumble 2006 và đã trả được thù bằng cách quăng Carlito ra khỏi sàn đấu,nhưng sau đó anh cũng bị hất ra bởi Rey Mysterio. Ngày 6/2/2006,Van Dam đánh bại Carlito trong trận Road To WrestleMania Tournament.
Sau đó anh đánh bại Trevor Murdoch trong trận Money In The Bank Qualifying Match và đã chiến thắng trận Money In The Bank Ladder Match cho một suất giành World Heavyweight và WWE Championship vào bất cứ thời điẩm nào trong 12 tháng tới.
2007,Van Dam gia nhập ECW Original(Sabu,Tommy Dreamer,Sandman và Rob Van Dam) và có mối thù với New Breed(Kevin Thorn,Elijah Burke,Matt Striker và Marcus Cor Von). Họ phài đối mặt tại WrestleMania 23 và ECW Original thắng.
Total Nonstop Action Wrestling (2010 đến nay)
8/3/2010,Van Dam có trận đấu mở màn tại TNA Impact! đánh bại Sting. Nhưng sau đó Sting lại tấn công anh bằng cây gậy bóng chày quen thuộc. Tuần kế tiếp,anh tấn công Sting khi Sting đang chuẩn bị vào võ đài.
Ngày 19/4/2010,Van Dam đánh bại Jeff Hardy để trở thành #1 Contender cho TNA World Heavyweight Title. Anh đã đánh bại AJ Styles để có được danh hiệu TNA World Heavyweight Championship.
Phim tham gia
2010: Wrong Side of Town - vai Kalinowsky Bobby
2009: Hồi ức dính máu - vai chính mình
2009: Bản tóm tắt của đời - vai chính mình
2008: Hulk Hogan's Celebrity Championship Wrestling - vai chính mình (1 episode, Train with 
Pro's)
2008: Hulk Hogan's Celebrity Championship Wrestling - vai chính mình (1 tập phim, với Pro của Train)
2005: One Of A Kind - as Himself 2005: Một Of Loại A
2002: The Backyard - as Himself (cameo) Năm 2002: Các sân sau (cameo)
2002: Black Mask 2: City Of Masks - as The Claw 2002: Black Mask 2: City Of mặt nạ - là Claw Các
2001: Ultimate Revenge - as Himself (2 episodes) 2001: Ultimate Revenge - vai chính mình (2 tập)
2001: Spy TV - as Various (1 episode) 2001: Spy TV (1 tập phim)
2000: VIP - as Mjr Talbot (1 episode, Survival) 2000: VIP - là Mjr Talbot (1 tập phim, Survival)
2000: The X-Files - as Burts opponent (1 episode, Fight Club) 2000: The X-Files - như Burts (Tập 1, Fight Club)
2000: 18 Wheels Of Justice - as Robert Laramie (1 episode, Outside Chance) Năm 2000: 18 Wheels Of Tư pháp - như Robert Laramie (1 tập phim, Bên ngoài Chance)
1999: City Guys - as Himself (1 episode, El Trainmania IV) 1999: Thành phố Guys - vai chính mình (1 tập phim, El Trainmania IV)
1997: Blood Moon - as Dutch 1997: Blood Moon - như Hà Lan
1995: Superfights - as a Mercenary 1995: Superfights - như là một Mercenary

## Trong đấu vật
- Đòn cuối

- Five Star Frog Splash
- Coup de Grâce
- Van Daminator
- Van Terminator

- Quản lý

- Bill Alfonso
- Paul Heyman
- Jerry Lawler
- Stephanie McMahon-Helmsley
- Ricardo Rodriguez

- Biệt danh

- "Mr. Monday/Tuesday/Thursday/Friday Night"
- "Mr. TNA"
- "Mr. Pay-Per-View"
- "Mr. Money in the Bank"
- "The Battle Creek Barbarian"
- "RVD"
- "The Whole Dam Show"
- "The Whole Fucking Show"
- "One of a Kind"
- "Mr. ECW"

## Các chức vô địch và danh hiệu
- All Star Wrestling

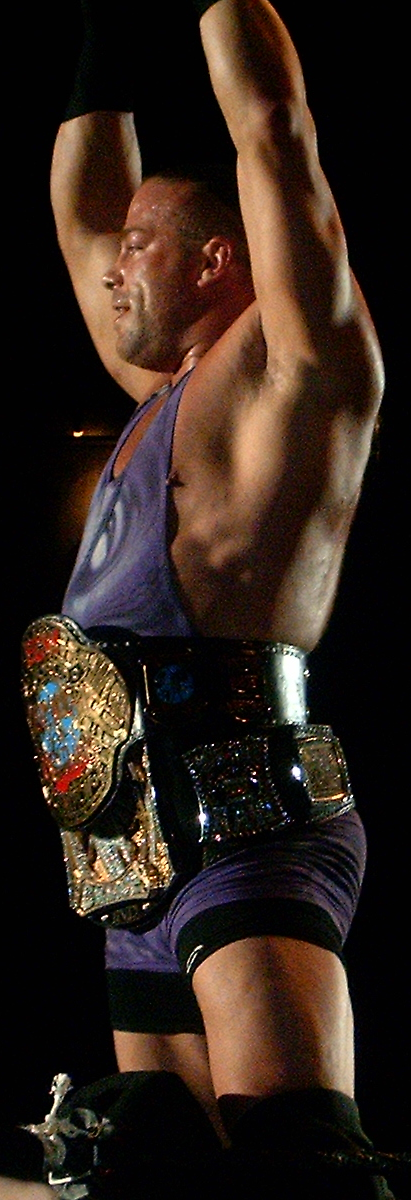
RVD trong khi giữ 2 đai ECW World Heavyweight Champion và WWE Champion

  - ASW North American Heavyweight Championship (1 lần)
- American Wrestling Rampage
  - AWR Heavyweight Championship (1 lần)
  - AWR No Limits Championship (1 lần)
- Extreme Championship Wrestling
  - ECW World Tag Team Championship (2 lần) - với Sabu
  - ECW World Television Championship (1 lần)
- International Wrestling Federation
  - IWF Television Champion (1 lần)
- National Wrestling Council
  - NWC Tag Team Champion (1 lần) - với Bobby Bradley
- Pro Wrestling Illustrated
  - Giải PWI Comeback of the Year năm 2001 và 2010
  - Giải PWI Most Popular Wrestler of the Year năm 2001 và 2002
  - PWI xếp anh hạng # 1 500 đô vật đấu đơn trong PWI 500 năm 2002
- Peach State Wrestling
  - PSW Cordele City Heavyweight Championship (1 lần)
- South Atlantic Pro Wrestling
  - SAPW Tag Team Championship (1 lần) - với Chaz Rocco
- World Wrestling Entertainment
  - WWE Championship (1 lần)
  - ECW World Championship (1 lần)
  - WWE European Championship (1 lần)

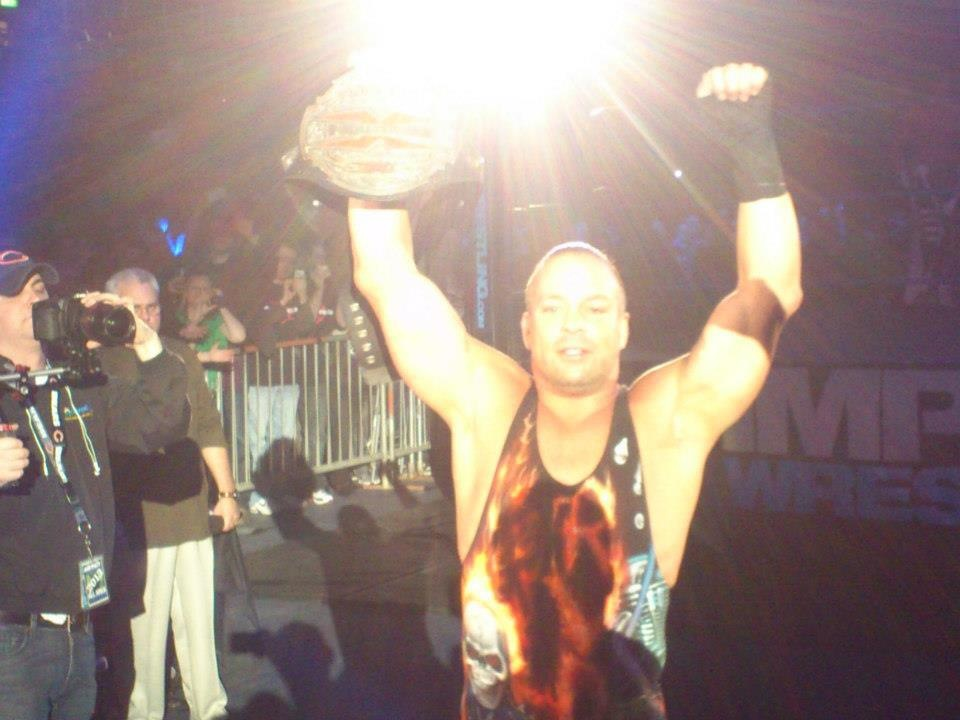
Rob Van Dam với tư cách là TNA X Division Champion

  - Rob Van Dam với tư cách là TNA X Division ChampionWWE Tag Team Championship (1 lần) - với Rey Mysterio
  - WWF/E Hardcore Championship (4 lần)
  - WWF/E Intercontinental Championship (6 lần)
  - World Tag Team Championship (2 lần) - với Kane (1) và Booker T (1)
  - Money in the Bank (2006)
  - Fifteenth Triple Crown Champion
  - Eighth Grand Slam Champion
- Total Nonstop Action Wrestling
  - TNA World Heavyweight Championship (1 lần)
  - TNA X Division Championship (1 lần)
- World Stars of Wrestling
  - WSW World Championship (1 lần)